# Теофан Затворник
Теофан Затворник Вишински, рођен као Георгије Васиљевич Говоров (рус. Феофан Затворник) био је руски светитељ, епископ, теолог и књижевник.

## Биографија
Рођен је 1815. године у селу Черновскоје, у Орловској губернији, у Руској Империји. На крштењу је добио име Георгије. 1841. године се замонашио и постао јеромонах. Исте године завршава Кијевску духовну академије са степеном магистра. Убрзо је изабран за ректора Кијево-софијевске духовне школе.
1844. године изабран је за предавача на Петербуршкој духовној академији, где предаје морално и пастирско богословље. 1845. године је постављен за помоћника инспектора Петербуршке духовне академије, а током 1846. години врши и дужност инспектора Академије.
1847. године по сопственој жељи постаје члан Духовне мисије у Јерусалиму, коју у то време предводи архимандрит Порфирије Успенски, велики познавалац Истока и истакнути црквени археолог. За време шестогодишњег боравка, јеромонах Теофан ревносно посећује древне монашке обитељи и ишчитава старе хришћанске рукописе, нарочито оне у којима су била изложена житија Светитеља и устави древног монашког живљења. Уз то, среће се и води духовне разговоре са великим подвижницима, нарочито током својих боравака на Светој гори.
1854. се враћа у Русију, заједно са Руском духовном мисијом која је, због Кримског рата повучена.
1855. године постављен је за архимандрита и изабран за професора на катедри за канонско право на Петербуршкој духовној академији, а убрзо и за ректора Олонецке духовне семинарије.
1856. године постављен је за старешину цркве при Руском посланству у Цариграду, где је био до 1857. године када се враћа у Русију где је постављен за ректора Петербуршке духовне академије.
1859. године архимандрит Теофан је изабран за епископа тамбовског и шацког. Као епископ те епархије он четири године неуморно поучава паству једноставним и снажним проповедима које је касније објавио. Тамо отвара многе црквено-парохијске и друге школе, и покреће излажење епархијског часописа. Од посебне важности је његов богословски рад „Писма о хришћанском животу“.
1863. године Синод Руске Цркве доноси одлуку да Тефону повери епархију Владимирску.
1866. године Теофан се повукао у Вишинску пустињу где је провео остатак живота у посту и молитви. Удубљујући се све више у тајну пустињачког подвижништва, епископ Теофан 1872. године почиње да живи затворничким животом. Прекида контакте са људима и престаје да одлази у манастирски храм на богослужења, затворивши се у посебни кутак пустињских обитавалишта, због чега је и назван Затворник.
Живећи подвижнички и затворнички, пише многа писма - одговоре онима који су му се обраћали, тражећи од њега духовну утеху, помоћ и поуку, што он схвата посебном врстом служења Цркви Божјој и народу хришћанском.
Истакао се и као врстан преводилац светоотачких текстова. Најпознатији је његов превод „Добротољубља“, књиге која садржи највиша учења о духовном животу из пера оснивача и великих учитеља хришћанског аскетизма.
Умро је 1894. године на дан Крштења Господњег - дан празника храма који је подигао у својој келији.